# Lucinda Simões
Lucinda Augusta da Silva Borges ComSE (Lisboa, 17 de dezembro de 1850 — Lisboa, 21 de maio de 1928), conhecida pelo nome artístico de Lucinda Simões, foi uma atriz e encenadora portuguesa, uma das mais aclamadas do século XIX e início do século XX.

## Biografia
Nasceu a 17 de dezembro de 1850, em Lisboa, na freguesia de Santa Engrácia, no número 22 da Rua de Santo António, filha do aclamado ator José Simões Nunes Borges, conhecido commumente por Actor Simões, natural de Beijós, e de sua mulher, Maria José da Silva, natural de Lisboa, freguesia de Mercês, que se casaram no mesmo dia em que baptizaram a filha, a 23 de junho de 1851.
O seu pai não incentivava as filhas a seguirem uma carreira teatral, devido à inconstância da profissão. Pretendendo fazer delas jovens burguesas prendadas, matricula-as num colégio particular. No entanto, em 1865, com apenas 14 anos, juntamente com a irmã Amélia Simões, Lucinda participou numa récita de amadores no Teatro do Aljube, em O amor londrino, O cão e o gato e Isidoro, o vaqueiro, encantando-se pela representação.
A sua estreia profissional, apesar de ainda não escriturada em nenhum teatro, dá-se a 16 de outubro de 1867, aos 16 anos, como protagonista da peça Benvida ou A Noite de Natal, de Manuel Domingos dos Santos, no Teatro Gymnasio, representada no aniversário da Rainha D. Maria Pia, para quem a peça era dedicada, que, no intervalo do primeiro ato, a chama ao seu camarim e lhe oferece uma pulseira.

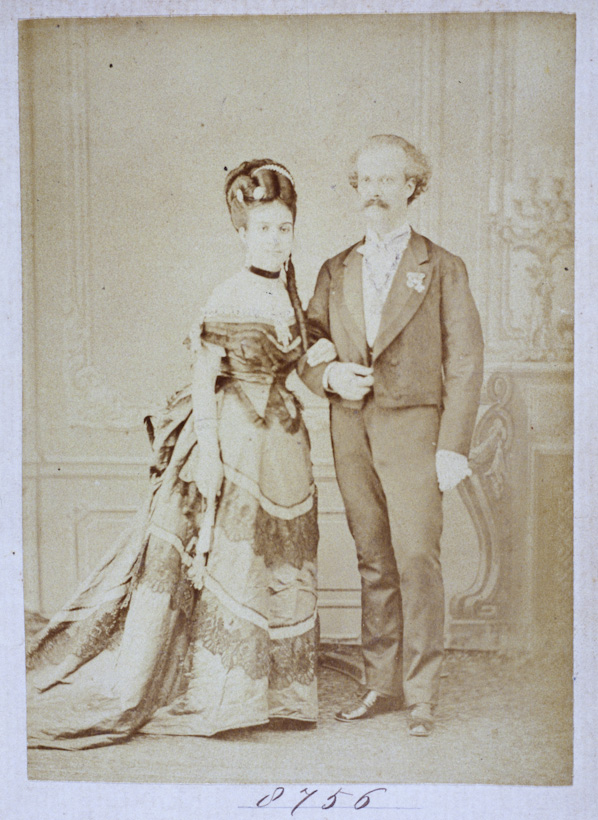
Lucinda Simões e o marido Furtado Coelho no Brasil (Militão Augusto de Azevedo, Acervo do Museu Paulista, 1878).

No ano seguinte, já escriturada na Companhia do Teatro Gymnasio, representou nas peças Alegrias na pobreza, de Eduardo Martins e Vicente Pires e em A Pastora dos Alpes, ambas em 1868. Em 1869 representou nas peças O dente da Baronesa, de António Augusto Teixeira de Vasconcelos e em As nossas aliadas. O aclamado Actor Taborda, com quem convive, presou em ensiná-la a atuar com mais naturalidade. É também na convivência do Gymnasio que o Actor Vale se apaixona perdidamente por Lucinda, sendo esta paixão contrariada pelo pai da jovem, o que faz Vale partir para o Brasil em 1870.
Em 1871, aos 20 anos, parte para o Brasil com o pai, esbarrando com o Actor Vale. Neste ano participa nas peças Livro negro de Padre Dinis, de Camilo Castelo Branco, O médico à força, de Molière e Os parasitas, de Gaspar Borges. Em 1872, é depositada judicialmente parra casar, no Rio de Janeiro, com o empresário teatral, ator, escritor e encenador Luís Cândido Furtado Coelho. Em maio representa na peça Os filhos, de Ernesto Biester.
O casal viaja para a Europa, permanecendo em Paris e Londres durante algum tempo, até regressarem, em 1875, para Portugal, onde assumem a direção do Teatro das Variedades Dramáticas. Neste teatro Lucinda e Furtado Coelho estream-se com a peça Os íntimos, representando também Vida d'um rapaz pobre, A estátua de carne, Demi-Monde, de Alexandre Dumas Filho, e O sapatinho de cetim, escrito especialmente para o casal, por Fernando Caldeira.
A 5 de outubro de 1876, inicia com o marido uma digressão pelo Brasil, que dura quase três meses, estreando-se com a peça Dalila, de Octave Feulliet. Com a empresa Simões e C.ª Dramática, retomam as atividades do Teatro Ginásio Dramático do Rio de Janeiro, que estava desativado, com a excepção da apresentação das peças O Suplício de uma Mulher e O Tio Braz, a 31 de outubro, que ocorreram no Teatro Imperial D. Pedro II. Após 24 peças, a digressão termina a 24 de dezembro de 1876 com Os Lázaros, de Lino d'Assumpção, recebendo críticas sempre muito positivas da imprensa e arrecadando muito rendimento. Foi também com o marido, na sua empresa, que Lucinda fez a maioria das suas atuações em outros países, como Espanha e Argentina. Ocasionalmente apresentavam-se noutras companhias e teatros. Entre os outros atores da troupe estavam Joaquim Augusto Ribeiro de Sousa e Gabriela da Cunha (1821-1882). A Companhia de Furtado Coelho foi um celeiro de talentos onde, entre outros, iniciou sua carreira a célebre atriz brasileira do século XIX, a baiana Ismênia dos Santos (1840-1918), e onde se popularizou a sua contemporânea e sucessora, a maranhense Apolônia Pinto (1854–1937).

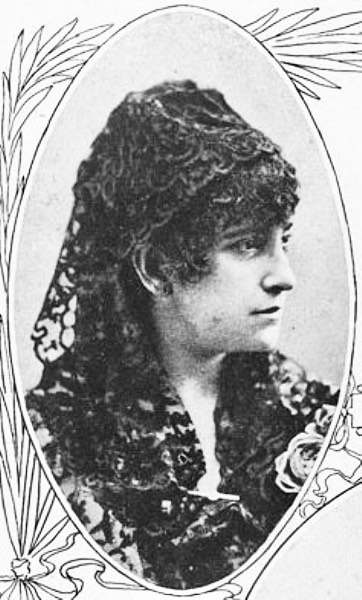
Retrato da atriz Lucinda Simões, ainda jovem (Illustração Portuguesa, publicado a 27 de dezembro de 1909).

Entre 1877 e 1879 arrendaram o Teatro Carlos Gomes. A 2 de abril de 1879, no bairro de São Francisco Xavier, no Rio de Janeiro, nascem os seus filhos gémeos e futuros atores, Lucília Simões e Luciano Simões. A 3 de julho de 1880, é inaugurado no Rio de Janeiro, no número 24 da Rua do Espírito Santo, o Teatro Lucinda, uma homenagem do seu marido, que passou de companhia em companhia até fechar as suas portas em 1909.

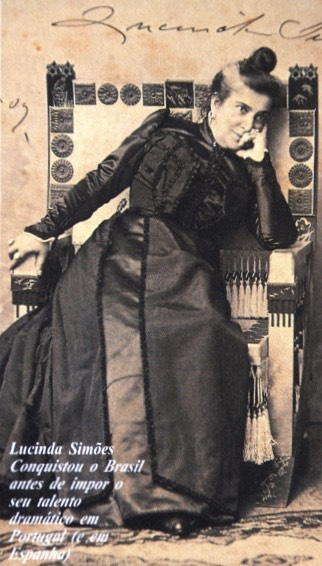
Retrato de Lucinda Simões numa capa de revista.

Lucinda Simões chegou a afirmar: "eu nasci em Lisboa, casei-me no Brasil e sou espanhola de coração". A estreia da sua companhia no Teatro de la Comedia de Madrid foi um grande acontecimento de 1883 com a comédia El demi-monde, que proporcionou um verdadeiro triunfo a Lucinda Simões e Furtado Coelho, as duas estrelas que entusiasmaram o público espanhol. Mas os críticos ainda apreciaram mais a sua atuação com a Companhia de Emilio Mario no Teatro de la Comedia, representando em português enquanto o resto dos atores representava em espanhol. Um crítico comentou que possivelmente se entendia tudo porque ela falava em português brasileiro. A atuação de Lucinda Simões, no Teatro de la Comedia, contemplava três comédias, sendo uma em português, A roca de Hércules, outra em francês, Le premier cheveu blanc e outra em espanhol, escrita para si pelo escritor José Echegaray, no qual contracenou com um dos atores espanhóis do momento.
No Rio de Janeiro conquistaram os favores da Família Imperial Brasileira, tendo sido contratados como residentes da corte na temporada de 1886. Em 1890, separa-se do marido e regressa a Portugal, atuando no Gymnasio e no Príncipe Real, com as peças Adrienne Lecouvreur, de Eugène Scribe e Ernest Legouvé, A congressista, monólogo de Fernando Caldeira a favor da Associação Protetora das Crianças, Dalila, de Octave Feuillet e Claudina, de Abel Botelho, em seu benefício. Em 1892, é contratada pelo Teatro Nacional D. Maria II, onde permanece três anos. Com a Companhia Rosas & Brazão, de Rosa Damasceno e Eduardo Brazão, denotam-se desta década as peças Amigo Fritz, O casamento de Olímpia, O pântano, Georgette, Cyrano de Bergerac, Madame Sans-Gêne, Teresa Raquin, entre outras, apresentadas em vários teatros. A 20 de fevereiro de 1899, dirige e ensaia a sua primeira peça, A Casa da Boneca, de Henrik Ibsen, que dedicou à sua filha.
Neste período a sua movimentação é inconstante, indo ao Brasil e regressando várias vezes. Em relação à suas restantes atuações em território brasileiro, pela Companhia Lucinda-Christiano, uma parceria entre Lucinda Simões e o ator português Cristiano de Sousa, atuou no Teatro Lucinda no ano de 1900 e em 1905 voltou ao Brasil, atuando no Pará e em todo o Norte, seguindo para Rio, São Paulo e Santos, terminando em Buenos Aires. Reapareceu em Santos com a peça Zázá; voltou ao Norte e em 1907 associou-se à Companhia Dias Braga, no Recreio, com a peça Sherlock Holmes, depois novamente em São Paulo e Minas Gerais. Em 1908 fez parte da Companhia da Rosa no Teatro Municipal e trabalhou na companhia de Cristiano de Sousa, no Teatro São Pedro. Em 1923 regressa pela última vez ao Brasil na companhia da filha Lucinda Simões e do genro, o ator Erico Braga, com quem a filha casou naquele ano.

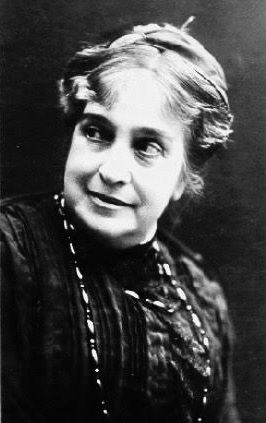
Lucinda Simões aos 62 anos (Museu Nacional do Teatro e da Dança, 13 de maio de 1913).

Dirigiu, já nas décadas de 1900 e 1910, durante muitos anos, o Teatro Gymnasio, onde trabalharam a sua filha e a sua neta, Julieta Simões, destacando-se como ensaiadora. Em 1922, publicou um interessantíssimo livro de memórias, denominado Memórias: factos e impressões. Colaborou também com vários jornais de cariz literário e foi professora da Escola de Arte de Representar.

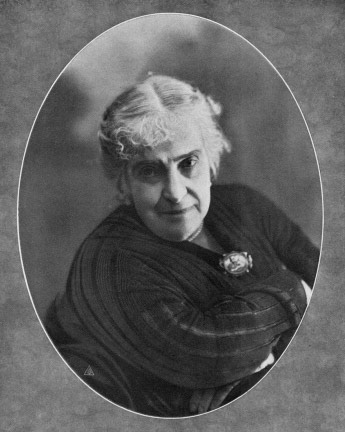
Lucinda Simões aos 75 anos (Illustração Portuguesa, 1 de novembro de 1926).

Na edição de 20 de maio de 1913 da revista O Ocidente, pode ler-se a respeito de Lucinda Simões: "(...) Lucinda Simões, a extraordinaria actriz portuguêsa, que outra não temos de mais valor. Nenhuma outra actriz, portuguêsa ou estrangeira, conhece melhor os segredos e a sciencia da sua arte, comprovada em toda a sua longa carreira, quer ao apreciemos como actriz, na creação dos notaveis papeis do teatro moderno, em que alcançou os seus maiores triunfos, como na Dalila, Demi-monde, Madame Sans-Gêne, etc., quer em ensaiadora e directora de scena, empregando toda a sua vasta ilustração e cuidados para que não falte o mais insignificante detalhe nos mise-en-scènes, o que mais uma vez comprovou na direcção do Teatro do Ginasio, que tem realisado uma das suas epocas mais brilhantes, tanto na sua escolha de peças, como na forma irreprehensivel porque as tem apresentado ao publico. Não cabe aqui a biografia da gloriosa actriz. A sua individualidade artistica é bem conhecida e apreciada em todo o Portugal, no Brasil, onde fez o melhor da sua carreira e em Espanha, onde foi extraordinariamente aplaudida."
Em janeiro de 1926, aos 75 anos, no Teatro de São Carlos, finaliza a sua longa carreira com a peça Homens de hoje, de Francis Croisset e Robert de Flers. A 28 de outubro do mesmo ano, é organizada uma festa de despedida em sua homenagem no Teatro da Trindade. Por motivos de saúde, retira-se da atividade teatral, na qual fora, em sua época de esplendor, uma das figuras mais gloriosas.
As suas interpretações, realçadas pelas suas invulgares qualidades físicas, tornaram-se memoráveis pela riqueza humana que emprestava às suas personagens, proporcionando-lhe a idolatração de que foi alvo do público português e brasileiro.
Falece a 21 de maio de 1928, aos 77 anos, na sua residência, o número 5 (sobre-loja) da Rua de Santa Catarina, freguesia de Santa Catarina, na Baixa de Lisboa, vítima de cancro espinocelular. Ao seu funeral, que saiu da Igreja das Chagas, concorreram centenas de pessoas que seguiram o féretro até ao Cemitérios dos Prazeres, onde a atriz foi sepultada, em jazigo.
Foi condecorada com a Comenda da Ordem de Santiago. O seu nome faz parte da toponímia de: Barreiro (freguesia do Lavradio), Lisboa (freguesia de São Jorge de Arroios, edital de 12 de março de 1932) e Seixal (freguesia de Fernão Ferro).